# Мунча-Елга
Мунча-Елга (баш. Мунсайылға) — деревня в Бакалинском районе Республики Башкортостан Российской Федерации. Входит в состав Старокуручевского сельсовета. Проживают татары.
С 2005 современный статус.

## География

### Географическое положение
Расстояние до:
- районного центра (Бакалы): 33 км,
- ближайшей ж/д станции (Туймазы): 111 км.

## История
Название происходит от гидронима Мунсайылға (мунса ‘баня’ и йылға ‘река’)
Статус деревня, сельского населённого пункта, посёлок получил согласно Закону Республики Башкортостан от 20 июля 2005 года N 211-з «О внесении изменений в административно-территориальное устройство Республики Башкортостан в связи с образованием, объединением, упразднением и изменением статуса населенных пунктов, переносом административных центров», ст.1:

6. Изменить статус следующих населенных пунктов, установив тип поселения — деревня:

7) в Бакалинском районе:…

н) поселка Мунча-Елга Гусевского сельсовета
С 2008 года, после упразднения Гусевского сельсовета, включен в Старокуручевский сельсовет (Закон Республики Башкортостан от 19.11.2008 N 49-з «Об изменениях в административно-территориальном устройстве Республики Башкортостан в связи с объединением отдельных сельсоветов и передачей населённых пунктов», ст.1, п.6) е)).

## Население
| 2002 | 2009 | 2010 |
| ---- | ---- | ---- |
| 39   | ↘33  | ↘30  |

Национальный состав
Согласно переписи 2002 года, преобладающая национальность — татары (92 %).